# Lỗ Dương công
Lỗ Dương công (chữ Hán: 魯煬公, trị vì 992 TCN-987 TCN), tên thật là Cơ Hi (姬熙), là vị quân chủ thứ ba của nước Lỗ - chư hầu nhà Chu trong lịch sử Trung Quốc.

## Tiểu sử
Ông là con trai thứ của Lỗ Bá Cầm, vị vua đầu tiên của nước Lỗ, và là em của Lỗ Khảo công, vị vua thứ 2 nước Lỗ. Năm 993 TCN, Khảo công qua đời, Cơ Hi lên ngôi, tức Lỗ Dương công.
Sử ký không ghi rõ hành trạng của ông và không ghi chép sự kiện xảy ra liên quan tới nước Lỗ trong thời gian ông làm vua.
Năm 987 TCN, Lỗ Dương công qua đời. Ông chỉ làm vua được 6 năm. Con ông là Cơ Tể nối ngôi, tức Lỗ U công.

## Gia đình
- Cha: Lỗ Bá Cầm
- Anh em: Lỗ Khảo công
- Con:
  - Lỗ U công
  - Lỗ Nguỵ công